# Rajon Starobeschewe
Der Rajon Starobeschewe (ukrainisch Старобешівський район/Starobeschiwskyj rajon; russisch Старобешевский район/Starobeschewski rajon) war eine 1923 gegründete Verwaltungseinheit innerhalb der Oblast Donezk im Osten der Ukraine.

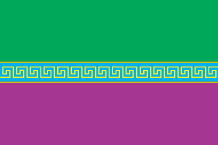
Flagge des Rajons

Der Rajon hatte eine Fläche von 1282 km² und eine Bevölkerung von etwa 50.000 Einwohnern, der Verwaltungssitz befand sich in der namensgebenden Siedlung städtischen Typs Starobeschewe.
Er ist derzeit durch die Volksrepublik Donezk besetzt und steht somit nicht unter ukrainischer Kontrolle.
Der Rajon wurde 1923 als Rajon Styla gegründet, 1925 wurde das Rajonszentrum nach Starobeschewe verlegt und der Rajon auf seinen heutigen Namen umbenannt.
Am 17. Juli 2020 kam es im Zuge einer großen Rajonsreform zum Anschluss des Rajonsgebietes an den Rajon Kalmiuske.

## Geographie
Der Rajon lag im Südosten der Oblast Donezk im äußersten Süden des Donezbecken, er grenzte im Norden an die Stadt Donezk, im Nordosten an den Rajon Amwrossijiwka, im Osten an Russland (Oblast Rostow, Rajon Matwejew Kurgan), im Süden an den Rajon Telmanowe sowie im Westen an den Rajon Wolnowacha.

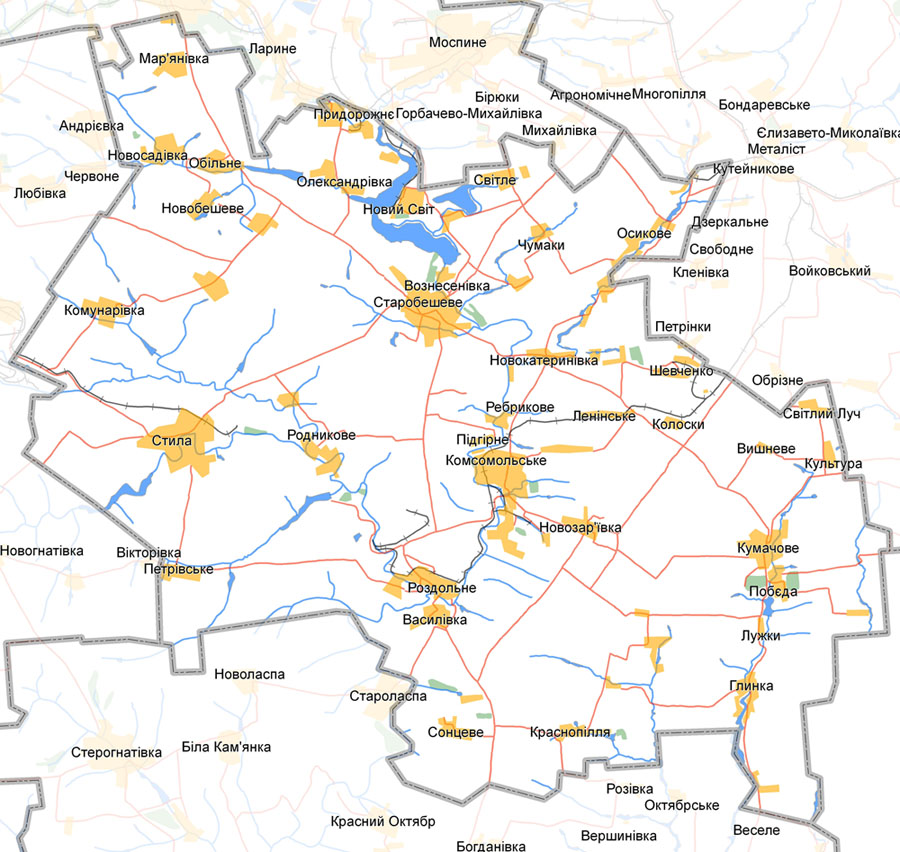
Übersichtskarte des Rajons

Durch das ehemalige Rajonsgebiet fließt in südlicher Richtung der Fluss Kalmius sowie dessen kleinere Nebenflüsse Sucha Wolnowacha und die Mokra Wolnowacha, dabei ergeben sich Höhenlagen zwischen 100 und 200 Höhenmetern.
Zwischen der Grenze zu Donezk und Starobeschewe befindet sich der Starobeschewer Stausee mit dem Wärmekraftwerk Starobeschewe.

## Administrative Gliederung
Auf kommunaler Ebene war der Rajon in eine Stadtrategemeinde, zwei Siedlungsratsgemeinde sowie 11 Landratsgemeinden unterteilt, denen jeweils einzelne Ortschaften untergeordnet waren.
Zum Verwaltungsgebiet gehörten:
- 1 Stadt
- 2 Siedlungen städtischen Typs
- 48 Dörfer
- 9 Ansiedlungen

### Stadt
| Städte                                      | Städte                      | Städte                        |
| Name                                        | Name                        | Name                          |
| ukrainisch transkribiert                    | ukrainisch                  | russisch                      |
| ------------------------------------------- | --------------------------- | ----------------------------- |
| Komsomolske (offiziell seit 2016 Kalmiuske) | Комсомольське (Кальміуське) | Комсомольское (Komsomolskoje) |

### Siedlungen städtischen Typs
| Siedlungen städtischen Typs | Siedlungen städtischen Typs | Siedlungen städtischen Typs |
| Name                        | Name                        | Name                        |
| ukrainisch transkribiert    | ukrainisch                  | russisch                    |
| --------------------------- | --------------------------- | --------------------------- |
| Starobeschewe               | Старобешеве                 | Старобешево (Starobeschewo) |
| Nowyj Swit                  | Новий Світ                  | Новый Свет (Nowy Swet)      |

### Dörfer und Siedlungen
| Dörfer                                        | Dörfer                    | Dörfer                                | Dörfer            |
| Name                                          | Name                      | Name                                  | Gemeindezuordnung |
| ukrainisch transkribiert                      | ukrainisch                | russisch                              | Gemeindezuordnung |
| --------------------------------------------- | ------------------------- | ------------------------------------- | ----------------- |
| Andrijiwka                                    | Андріївка                 | Андреевка (Andrejewka)                | Nowosarjiwka      |
| Andrijiwka                                    | Андріївка                 | Андреевка (Andrejewka)                | Oleksandriwka     |
| Berehowe                                      | Берегове                  | Береговое (Beregowoje)                | Nowokateryniwka   |
| Berestowe                                     | Берестове                 | Берестовое (Berestowoje)              | Kumatschowe       |
| Hlynka                                        | Глинка                    | Глинка (Glinka)                       | Kumatschowe       |
| Horbatenko                                    | Горбатенко                | Горбатенко (Gorbatenko)               | Oleksandriwka     |
| Kamjanka                                      | Кам'янка                  | Каменка (Kamenka)                     | Komunariwka       |
| Kamjanka                                      | Кам'янка                  | Каменка (Kamenka)                     | Nowosarjiwka      |
| Komunariwka (offiziell seit 2016 Sarabasch)   | Комунарівка (Сарабаш)     | Коммунаровка (Kommunarowka)           | Komunariwka       |
| Krasnopillja                                  | Краснопілля               | Краснополье (Krasnopolje)             | Sonzewe           |
| Kultura                                       | Культура                  | Культура                              | Kumatschowe       |
| Kumatschowe                                   | Кумачове                  | Кумачово (Kumatschowo)                | Kumatschowe       |
| Leninske (offiziell seit 2016 Ljubiwka)       | Ленінське (Любівка)       | Ленинское (Leninskoje)                | Nowokateryniwka   |
| Luschky                                       | Лужки                     | Лужки (Luschki)                       | Kumatschowe       |
| Marjaniwka                                    | Мар'янівка                | Марьяновка (Marjanowka)               | Marjaniwka        |
| Nowobeschewe                                  | Новобешеве                | Новобешево (Nowobeschewo)             | Marjaniwka        |
| Nowokateryniwka                               | Новокатеринівка           | Новокатериновка (Nowokaterinowka)     | Nowokateryniwka   |
| Nowomychajliwka                               | Новомихайлівка            | Новомихайловка (Nowomichailowka)      | Sonzewe           |
| Nowosarjiwka                                  | Новозар'ївка              | Новозарьевка (Nowosarjewka)           | Nowosarjiwka      |
| Nowoseliwka                                   | Новоселівка               | Новосёловка (Nowosjolowka)            | Marjaniwka        |
| Obilne                                        | Обільне                   | Обильное (Obilnoje)                   | Marjaniwka        |
| Oleksandriwka                                 | Олександрівка             | Александровка (Alexandrowka)          | Oleksandriwka     |
| Ossykowe                                      | Осикове                   | Осыково (Ossykowo)                    | Ossykowe          |
| Petriwske                                     | Петрівське                | Петровское (Petrowskoje)              | Petriwske         |
| Petriwske                                     | Петрівське                | Петровское (Petrowskoje)              | Styla             |
| Pidhirne                                      | Підгірне                  | Подгорное (Podgornoje)                | Petriwske         |
| Pischtschane                                  | Піщане                    | Песчаное (Pestschanoje)               | Komunariwka       |
| Pobjeda                                       | Побєда                    | Победа (Pobeda)                       | Kumatschowe       |
| Prochoriwske                                  | Прохорівське              | Прохоровское (Prochorowskoje)         | Nowokateryniwka   |
| Prydoroschnje                                 | Придорожнє                | Придорожное (Pridoroschnoje)          | Marjaniwka        |
| Rebrykowe                                     | Ребрикове                 | Ребриково (Rebrikowo)                 | Nowokateryniwka   |
| Rosdolne                                      | Роздольне                 | Раздольное (Rasdolnoje)               | Rosdolne          |
| Schewtschenko                                 | Шевченко                  | Шевченко                              | Kumatschowe       |
| Schewtschenko                                 | Шевченко                  | Шевченко                              | Nowokateryniwka   |
| Schmidta                                      | Шмідта                    | Шмидта                                | Nowokateryniwka   |
| Schyroke                                      | Широке                    | Широкое (Schirokoje)                  | Nowosarjiwka      |
| Selene                                        | Зелене                    | Зелёное (Seljonoje)                   | Nowosarjiwka      |
| Sonzewe                                       | Сонцеве                   | Солнцево (Solnzewo)                   | Sonzewe           |
| Styla                                         | Стила                     | Стыла                                 | Styla             |
| Switle                                        | Світле                    | Светлое (Swetloje)                    | Oleksandriwka     |
| Switlyj Lutsch                                | Світлий Луч               | Светлый Луч (Swetly Lutsch)           | Kumatschowe       |
| Tschumaky                                     | Чумаки                    | Чумаки (Tschumaki)                    | Oleksandriwka     |
| Wassyliwka                                    | Василівка                 | Василевка (Wassilewka)                | Rosdolne          |
| Wessele                                       | Веселе                    | Весёлое (Wessjoloje)                  | Nowosarjiwka      |
| Wojkowe (offiziell seit 2016 Kamjane)         | Войкове (Кам'яне)         | Войково (Woikowo)                     | Nowosarjiwka      |
| Worowske (offiziell seit 2016 Werchokamjanka) | Воровське (Верхокам'янка) | Воровское (Worowskoje)                | Nowosarjiwka      |
| Wosnessenka                                   | Вознесенка                | Вознесенка                            | Oleksandriwka     |
| Wyschnewe                                     | Вишневе                   | Вишнёвое (Wischnjowoje)               | Kumatschowe       |
| Siedlungen                                    |                           |                                       |                   |
| Burne                                         | Бурне                     | Бурное (Burnoje)                      | Nowosarjiwka      |
| Kalinina (offiziell seit 2016 Manschykiw Kut) | Калініна (Манжиків Кут)   | Калинина                              | Marjaniwka        |
| Kirowe (offiziell seit 2016 Weresamske)       | Кірове (Верезамське)      | Кирово (Kirowo)                       | Marjaniwka        |
| Kolosky                                       | Колоски                   | Колоски (Koloski)                     | Nowosarjiwka      |
| Kyputscha Krynyzja                            | Кипуча Криниця            | Кипучая Криница (Kiputschaja Kriniza) | Petriwske         |
| Mentschuhowe                                  | Менчугове                 | Менчугово (Mentschugowo)              | Marjaniwka        |
| Rodnykowe                                     | Родникове                 | Родниково (Rodnikowo)                 | Petriwske         |
| Sernowe                                       | Зернове                   | Зерновое (Sernowoje)                  | Petriwske         |
| Strojitel                                     | Строїтель                 | Строитель (Stroitel)                  | Nowokateryniwka   |